# Championnats du monde d'athlétisme en salle 1995, résultats détaillés
Résultats détaillés des Championnats du monde d'athlétisme en salle 1995 de Barcelone.

## Épreuves au programme
| Courses : 60 m - 200 m - 400 m - 800 m - 1 500 m - 3 000 m Obstacles : 60 m haies Relais : Relais 4 × 400 m Sauts : Hauteur - Longueur - Triple saut - Perche Lancers : - Poids Épreuves combinées : Heptathlon/Pentathlon 'Légende |

## Résultats

### 60 m
| Rang | Pays             | Athlète            | Temps       |
| ---- | ---------------- | ------------------ | ----------- |
| 1    | Canada           | Bruny Surin        | 6 s 46 (RC) |
| 2    | Royaume-Uni      | Darren Braithwaite | 6 s 51      |
| 3    | Canada           | Robert Esmie       | 6 s 55      |
| 4    | États-Unis       | Maurice Greene     | 6 s 59      |
| 5    | Allemagne        | Marc Blume         | 6 s 59      |
| 6    | Nouvelle-Zélande | Gus Nketia         | 6 s 63      |

| Rang | Pays       | Athlète          | Temps  |
| ---- | ---------- | ---------------- | ------ |
| 1    | Jamaïque   | Merlene Ottey    | 6 s 97 |
| 2    | Allemagne  | Melanie Paschke  | 7 s 10 |
| 3    | États-Unis | Carlette Guidry  | 7 s 11 |
| 4    | Cuba       | Liliana Allen    | 7 s 13 |
| 5    | Jamaïque   | Beverly McDonald | 7 s 16 |
| 6    | Pays-Bas   | Nelli Cooman     | 7 s 17 |

### 200 m
| Rang | Pays        | Athlète          | Temps   |
| ---- | ----------- | ---------------- | ------- |
| 1    | Norvège     | Geir Moen        | 20 s 58 |
| 2    | Bermudes    | Troy Douglas     | 20 s 94 |
| 3    | Chili       | Sebastian Keitel | 20 s 98 |
| 4    | Canada      | Donovan Bailey   | 21 s 08 |
|      | Ukraine     | Serhiy Osovych   | DNS     |
|      | Royaume-Uni | John Regis       | DNS     |

| Rang | Pays      | Athlète            | Temps   |
| ---- | --------- | ------------------ | ------- |
| 1    | Australie | Melinda Gainsford  | 22 s 64 |
| 2    | Bahamas   | Pauline Davis      | 22 s 68 |
| 3    | Russie    | Natalya Voronova   | 23 s 01 |
| 4    | Allemagne | Silke Lichtenhagen | 23 s 23 |
| 5    | Bulgarie  | Zlatka Georgieva   | 23 s 36 |
| 6    | Jamaïque  | Juliet Cuthbert    | 23 s 43 |

### 400 m
| Rang | Pays         | Athlète        | Temps   |
| ---- | ------------ | -------------- | ------- |
| 1    | États-Unis   | Darnell Hall   | 46 s 17 |
| 2    | Nigeria      | Sunday Bada    | 46 s 38 |
| 3    | Russie       | Mikhail Vdovin | 46 s 65 |
| 4    | Portugal     | Carlos Silva   | 46 s 87 |
| 5    | Corée du Sud | Shon Ju-ll     | 47 s 90 |
| 6    | États-Unis   | Calvin Davis   | 47 s 19 |

| Rang | Pays       | Athlète            | Temps        |
| ---- | ---------- | ------------------ | ------------ |
| 1    | Russie     | Irina Privalova    | 50 s 23 (RC) |
| 2    | Jamaïque   | Sandie Richards    | 51 s 38      |
| 3    | Bulgarie   | Daniela Georgieva  | 51 s 78      |
| 4    | Jamaïque   | Deon Hemmings      | 52 s 01      |
| 5    | États-Unis | Jearl Miles        | 52 s 01      |
| 6    | France     | Marie-Louise Bévis | 53 s 27      |

### 800 m
| Rang | Pays               | Athlète            | Temps         |
| ---- | ------------------ | ------------------ | ------------- |
| 1    | Jamaïque           | Clive Terrelonge   | 1 min 47 s 30 |
| 2    | Kenya              | Benson Koech       | 1 min 47 s 51 |
| 3    | République tchèque | Pavel Soukup       | 1 min 47 s 74 |
| 4    | Norvège            | Ter Öyvind Ödegard | 1 min 48 s 34 |
| 5    | Maroc              | Mahjoub Haïda      | 1 min 48 s 63 |
| 6    | Kenya              | Joseph Tengelei    | 1 min 49 s 22 |

| Rang | Pays       | Athlète           | Temps         |
| ---- | ---------- | ----------------- | ------------- |
| 1    | Mozambique | Maria Mutola      | 1 min 57 s 62 |
| 2    | Russie     | Yelena Afanasyeva | 1 min 59 s 79 |
| 3    | Suriname   | Letitia Vriesde   | 2 min 00 s 36 |
| 4    | Russie     | Irina Samorokova  | 2 min 00 s 43 |
| 5    | Pays-Bas   | Stella Jongmans   | 2 min 01 s 14 |
| 6    | Jamaïque   | Inez Turner       | 2 min 02 s 00 |

### 1 500 m
| Rang | Pays       | Athlète             | Temps         |
| ---- | ---------- | ------------------- | ------------- |
| 1    | Maroc      | Hicham El Guerrouj  | 3 min 44 s 54 |
| 2    | Espagne    | Mateo Cañellas      | 3 min 44 s 85 |
| 3    | États-Unis | Erik Nedeau         | 3 min 44 s 91 |
| 4    | Irlande    | Niall Bruton        | 3 min 45 s 05 |
| 5    | Russie     | Vyacheslav Shabunin | 3 min 45 s 40 |
| 6    | Espagne    | Fermín Cacho        | 3 min 45 s 46 |

| Rang | Pays       | Athlète             | Temps         |
| ---- | ---------- | ------------------- | ------------- |
| 1    | États-Unis | Regina Jacobs       | 4 min 12 s 61 |
| 2    | Portugal   | Carla Sacramento    | 4 min 13 s 02 |
| 3    | Espagne    | Maite Zúñiga        | 4 min 16 s 63 |
| 4    | États-Unis | Kristen Seabury     | 4 min 16 s 77 |
| 5    | Pays-Bas   | Yvonne van der Kolk | 4 min 17 s 00 |
| 6    | Canada     | Paula Schnurr       | 4 min 19 s 26 |

### 3 000 m
| Rang | Pays        | Athlète           | Temps         |
| ---- | ----------- | ----------------- | ------------- |
| 1    | Italie      | Gennaro Di Napoli | 7 min 50 s 89 |
| 2    | Espagne     | Anacleto Jiménez  | 7 min 50 s 98 |
| 3    | Maroc       | Brahim Jabbour    | 7 min 51 s 42 |
| 4    | Qatar       | Mohamed Suleiman  | 7 min 51 s 73 |
| 5    | Royaume-Uni | John Mayock       | 7 min 51 s 86 |
| 6    | États-Unis  | Reuben Reina      | 7 min 53 s 86 |

| Rang | Pays       | Athlète             | Temps         |
| ---- | ---------- | ------------------- | ------------- |
| 1    | Roumanie   | Gabriela Szabo      | 8 min 54 s 50 |
| 2    | États-Unis | Lynn Jennings       | 8 min 55 s 23 |
| 3    | États-Unis | Joan Nesbit         | 8 min 56 s 08 |
| 4    | Italie     | Elisa Rea           | 8 min 56 s 21 |
| 5    | Russie     | Lidiya Vasilevskaya | 8 min 58 s 28 |
| 6    | Espagne    | Marta Dominguez     | 9 min 01 s 79 |

### 60 m haies
| Rang | Pays        | Athlète          | Temps       |
| ---- | ----------- | ---------------- | ----------- |
| 1    | États-Unis  | Allen Johnson    | 7 s 39 (RC) |
| 2    | États-Unis  | Courtney Hawkins | 7 s 41      |
| 3    | Royaume-Uni | Tony Jarrett     | 7 s 42      |
| 4    | Autriche    | Mark McKoy       | 7 s 46      |
| 5    | Cuba        | Emilio Valle     | 7 s 67      |
| 6    | Finlande    | Antti Haapakoski | 7 s 70      |

| Rang | Pays        | Athlète         | Temps  |
| ---- | ----------- | --------------- | ------ |
| 1    | Cuba        | Aliuska Lopez   | 7 s 92 |
| 2    | Kazakhstan  | Olga Shishigina | 7 s 92 |
| 3    | Slovénie    | Brigita Bukovec | 7 s 93 |
| 4    | France      | Monique Tourret | 7 s 98 |
| 5    | Royaume-Uni | Jackie Agyepong | 8 s 01 |
| 6    | États-Unis  | Cheryl Dickey   | 8 s 19 |

### 4 × 400 m relais
| Rang | Pays        | Athlètes                                                  | Temps         |
| ---- | ----------- | --------------------------------------------------------- | ------------- |
| 1    | États-Unis  | Rod Tolbert Calvin Davis Tod Long Frankie Atwater         | 3 min 07 s 37 |
| 2    | Italie      | Fabio Grossi Andrea Nuti Roberto Mazzoleni Ashraf Saber   | 3 min 09 s 12 |
| 3    | Japon       | Masayoshi Kan Seiji Inagaki Tomonari Ono Hiroyuki Hayashi | 3 min 09 s 73 |
| 4    | Royaume-Uni |                                                           | 3 min 10 s 89 |

| Rang | Pays               | Athlètes                                                                 | Temps         |
| ---- | ------------------ | ------------------------------------------------------------------------ | ------------- |
| 1    | Russie             | Tatyana Chebykina Yelena Ruzina Yekaterina Kulikova Svetlana Goncharenko | 3 min 29 s 29 |
| 2    | République tchèque | Nadia Kostoválová Helena Dziurová Hana Benešová Ludmila Formanová        | 3 min 30 s 27 |
| 3    | États-Unis         | Nelrae Pasha Tanya Dooley Kim Graham Flirtisha Harris                    | 3 min 31 s 43 |
| 4    | Royaume-Uni        |                                                                          | 3 min 35 s 39 |

### Saut en longueur
| Rang | Pays               | Athlète           | Longueur    |
| ---- | ------------------ | ----------------- | ----------- |
| 1    | Cuba               | Ivan Pedroso      | 8,51 m (RC) |
| 2    | Suède              | Mattias Sunneborn | 8,20 m      |
| 3    | États-Unis         | Erick Walder      | 8,14 m      |
| 4    | États-Unis         | Joe Greene        | 8,12 m      |
| 5    | Roumanie           | Bogdan Tudor      | 8,11 m      |
| 6    | République tchèque | Milan Gombala     | 7,95 m      |

| Rang | Pays      | Athlète           | Longueur |
| ---- | --------- | ----------------- | -------- |
| 1    | Russie    | Lyudmila Galkina  | 6,95 m   |
| 2    | Russie    | Irina Mushayilova | 6,90 m   |
| 3    | Allemagne | Susen Tiedtke     | 6,90 m   |
| 4    | Australie | Nicole Boegman    | 6,81 m   |
| 5    | Danemark  | Renata Nielsen    | 6,77 m   |
| 6    | Allemagne | Claudia Gerhardt  | 6,65 m   |

### Saut en hauteur
| Rang | Pays        | Athlète            | Hauteur |
| ---- | ----------- | ------------------ | ------- |
| 1    | Cuba        | Javier Sotomayor   | 2,38 m  |
| 2    | Grèce       | Lambros Papakostas | 2,35 m  |
| 3    | États-Unis  | Tony Barton        | 2,32 m  |
| 4    | Norvège     | Steinar Hoen       | 2,32 m  |
| 5    | Allemagne   | Ralf Sonn          | 2,28 m  |
| 6    | Yougoslavie | Stevan Zoric       | 2,28 m  |

| Rang | Pays        | Athlète          | Hauteur |
| ---- | ----------- | ---------------- | ------- |
| 1    | Allemagne   | Alina Astafei    | 2,01 m  |
| 2    | Slovénie    | Britta Bilac     | 1,99 m  |
| 3    | Allemagne   | Heike Henkel     | 1,99 m  |
| 4    | Russie      | Tatyana Motkova  | 1,96 m  |
| 5    | Russie      | Yelena Gulyayeva | 1,96 m  |
| 6    | Biélorussie | Tatyana Shevchik | 1,96 m  |

### Triple saut
| Rang | Pays       | Athlète         | Longueur     |
| ---- | ---------- | --------------- | ------------ |
| 1    | Bermudes   | Brian Wellman   | 17,72 m (RC) |
| 2    | Cuba       | Yoelvis Quesada | 17,62 m      |
| 3    | France     | Serge Hélan     | 17,06 m      |
| 4    | Suède      | Lars Hedman     | 16,86 m      |
| 5    | Suède      | Arne Holm       | 16,81 m      |
| 6    | États-Unis | LaMark Carter   | 16,80 m      |

| Rang | Pays               | Athlète          | Longueur     |
| ---- | ------------------ | ---------------- | ------------ |
| 1    | Russie             | Yolanda Chen     | 15,03 m (RM) |
| 2    | Bulgarie           | Iva Prandzheva   | 14,71 m      |
| 3    | Chine              | Ren Ruiping      | 14,37 m      |
| 4    | République tchèque | Sarka Kasparkova | 14,25 m      |
| 5    | Russie             | Mariya Sokova    | 14,22 m      |
| 6    | Cuba               | Niurka Montalvo  | 14,04 m      |

### Saut à la perche
| Rang | Pays           | Athlète            | Hauteur |
| ---- | -------------- | ------------------ | ------- |
| 1    | Ukraine        | Sergueï Bubka      | 5,90 m  |
| 2    | Kazakhstan     | Igor Potapovich    | 5,80 m  |
| 3    | Afrique du Sud | Okkert Brits       | 5,75 m  |
| 3    | Allemagne      | Andrej Tiwontschik | 5,75 m  |
| 5    | États-Unis     | Nick Hysong        | 5,70 m  |
| 5    | Espagne        | José Manuel Arcos  | 5,70 m  |
| 7    | Espagne        | Javier García      |         |

### Lancer du poids
| Rang | Pays        | Athlète                | Distance |
| ---- | ----------- | ---------------------- | -------- |
| 1    | Finlande    | Mika Halvari           | 20,74 m  |
| 2    | États-Unis  | C.J. Hunter            | 20,58 m  |
| 3    | Yougoslavie | Dragan Peric           | 20,36 m  |
| 4    | Espagne     | Manuel Martínez        | 19,97 m  |
| 5    | Ukraine     | Yuriy Bilonog          | 19,74 m  |
| 6    | Islande     | Petur Gudmundsson (en) | 19,67 m  |

| Rang | Pays       | Athlète              | Distance |
| ---- | ---------- | -------------------- | -------- |
| 1    | Allemagne  | Kathrin Neimke       | 19,40 m  |
| 2    | États-Unis | Connie Price-Smith   | 19,12 m  |
| 3    | Allemagne  | Grit Hammer          | 19,02 m  |
| 4    | Chine      | Zhang Liuhong        | 18,84 m  |
| 5    | Chine      | Sui Xinmei           | 18,81 m  |
| 6    | Ukraine    | Valentina Fedyushina | 18,48 m  |

- Larisa Peleshenko ( Russie) avait d'abord gagné le concours avec un lancer à 19,93 m, mais elle a été disqualifiée à la suite d'un contrôle antidopage positif peu après ces championnats.

### Heptathlon/Pentathlon
| Rang | Pays               | Athlète           | Points    |
| ---- | ------------------ | ----------------- | --------- |
| 1    | France             | Christian Plaziat | 6 246 pts |
| 2    | République tchèque | Tomáš Dvořák      | 6 169 pts |
| 3    | Suède              | Henrik Dagard     | 6 142 pts |
| 4    | États-Unis         | Ricky Barker      | 6 120 pts |
| 5    | Royaume-Uni        | Alex Kruger       | 5 978 pts |
| 6    | Espagne            | Antonio Peñalver  | 5 939 pts |

| Rang | Pays        | Athlète            | Points         |
| ---- | ----------- | ------------------ | -------------- |
| 1    | Russie      | Svetlana Moskalets | 4 834 pts (RC) |
| 2    | États-Unis  | Kym Carter         | 4 632 pts      |
| 3    | Russie      | Irina Tyukhay      | 4 622 pts      |
| 4    | Biélorussie | Svetlana Buraga    | 4 466 pts      |
| 5    | Roumanie    | Liliana Nastase    | 4 447 pts      |
| 6    | Allemagne   | Mona Steigauf      | 4 445 pts      |

## Légende
- RE : Record d'Europe
- RC : Record des Championnats
- RN : Record national
- disq. : disqualification
- ab. : abandon